# Marina de Guerra del Perú
Marina de Guerra del Perú  è il nome ufficiale della marina militare del Perù.
Fondata in seguito all'indipendenza dalla Spagna il 28 luglio 1821 nel corso XIX secolo è stata impegnata in vari conflitti con nazioni confinanti mentre nel XX secolo è stata impegnata in più occasioni per problemi di confine in particolare contro l'Ecuador, l'ultima volta negli anni novanta.

## Storia
La prima nave peruviana fu la corvetta ex spagnola Sacramento, ribattezzata Castelli, dopo la cattura del 17 marzo 1821, anche se formalmente la Marina de Guerra venne costituita solamente dopo l'indipendenza dalla Spagna, a cura del suo primo capo, il peruviano di origini britanniche Martin Jorge Guise.

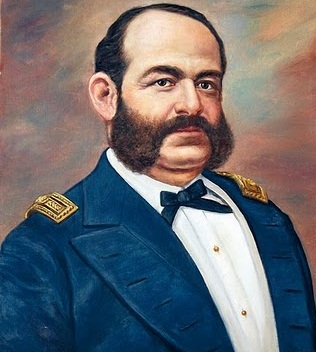
Miguel Grau Seminario, il più grande eroe della Marina de Guerra del Perú

La figura più eminente ed eroica nella storia della Marina de Guerra del Perú è quella dell'ammiraglio Miguel Grau Seminario tanto che da sempre l'ammiraglia della flotta peruviana porta il nome Almirante Grau e la sua effigie è riprodotta sulla banconota da 5 000 Inti, la moneta peruviana. Il combattimento navale di Punta Malpelo è stato il primo combattimento importante della Marina de Guerra del Perù dopo che il Perù divenisse in repubblica.
Dopo la sua costituzione la Marina peruviana si è ritrovata coinvolta nella lotta contro la Grande Colombia nella guerra del 1828-29, Cile (1836-39), Ecuador (1857-60), Spagna (1864-66), Cile (1879-83). Quest'ultima guerra, nota come guerra del Pacifico, fu un disastro per la Marina Peruviana che venne pressoché distrutta. Riorganizzata all'inizio del XX secolo, ebbe due nuovi incrociatori leggeri inglesi, un cacciatorpediniere con motore a turbina e due sottomarini che erano i primi del Sudamerica.
Il Perù si ritrovò coinvolto nuovamente in guerra nel 1911 contro la Colombia, conflitto replicato nel 1932-34, e nel 1941-42 nella guerra contro l'Ecuador per il controllo della zona Oriente.
Negli anni cinquanta la Marina si rinforzò con nuove infrastrutture, due incrociatori leggeri classe Fiji britannici (in realtà delle grosse navi con grande potenziale di fuoco, armate di 12 cannoni da 152 mm e oltre le 10 000 t di peso), navi varie minori e logistiche e quattro moderni sottomarini americani.
Nel 1970 vi fu una notevole riforma che produsse un processo di modernizzazione da cui la Marina ha preso un nuovo aspetto e nel corso del decennio vennero acquisiti dai Paesi Bassi due Incrociatori leggeri classe De Zeven Provinciën e le quattro fregate classe Lupo, due delle quali costruite in Italia e due in Perù negli anni ottanta su licenza della Fincantieri.
La forza al 2003 era di 27 000 effettivi di cui 5 000 per la Fanteria di Marina e centinaia per l'aviazione navale. L'importanza dell'industria ittica e dei commerci, nonché gli attriti dei nemici di sempre, Cile ed Ecuador, hanno costretto i peruviani a tenere alte le capacità della Marina. Le infrastrutture manutentive sono l'arsenale navale del Callao e i cantieri statali SIMA.

## Organizzazione
I comandi sono quelli delle Forze navali del Pacifico con base a Callao e quello del Rio delle Amazzoni, con sede a Iquitos. Le altre basi sono Chimbote, Paita, San Lorenzo, San Juan de Marcona (anche base aeronavale), Lima (aeronavale), oltre a una dozzina di basi minori come Bayovar, El Salto, Ilo, ecc.; una base è sul Rio Madre de Dios (Puerto Maldonado) e sul lago Titicaca (a Puno), il che fa di quella peruviana, la marina più d'alta quota del mondo.
Oltre ai due comandi principali ve ne sono anche altri cinque operativi per altrettante Zone Navali: la 1ª di Piura, la 2ª del Callao, 3ª di Arequipa, 4ª di Pucalpa, e la 5ª di Iquitos, che ovviamente fa parte del Comando delle Forze navali del Rio delle Amazzoni.
La Forza navale del Pacifico è ripartita in cinque comandi operativi, che in particolare ha la Fuerza de Superficie come elemento di maggiore importanza. Questa Forza, di quattro divisioni, ha un incrociatore, l'Almirante Grau, come nave comando e ammiraglia.
Ecco le divisioni:
- 1ª COMDIVFRAM (Comandanxia Division Fragatas Misileras) con le 'Lupo' della classe 'Carvajal', divisione orfana dell'ultimo cacciatorpediniere inglese 'Ferrè', ex britannico 'Daring', tolto dalla linea nel 2002.
- 2ª COMDICORMI, C.D. corbetas Misileras, con le sei 'Velarde'.
- 3ª COMDISEM, C.D. de Desembarco, per le navi anfibie e trasporti d'assalto.
- 4ª COMAUDIV, C.D. de Auxiliaries, con le navi logistiche d'altura.

Infine la Fuerza de Submarinos, con la 2ª Divisione sottomarini su sei Type 209/1200 comprati negli anni 1970-1980 e la Escuela de Submarinos, esistente dagli anni 1930, frequentata anche da personale di Argentina, Brasile e Venezuela.
Vi sono poi i comandi di altre branche specifiche, e molto importanti: la Fuerza de Aviacion Naval, Fuerza de Infanteria de Marina, Fuerza de Operaciones Especiales, Fuerza Naval de la Amazonia, Servizio Guardacoste (riorganizzato nel 1975) per controllare la ZEE entro le 200 miglia nautiche dalle coste.

## Equipaggiamento

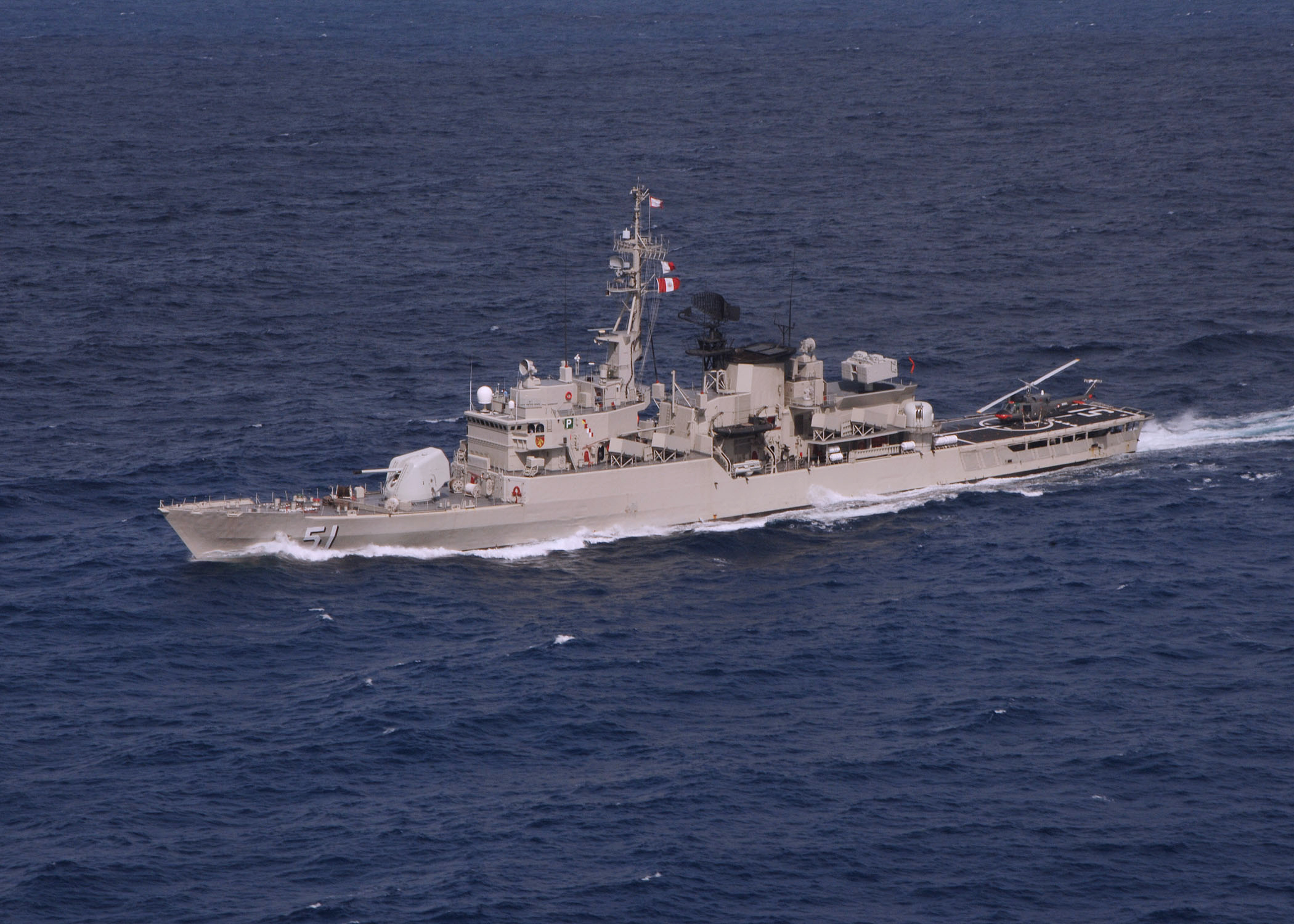
La fregata Carvajal

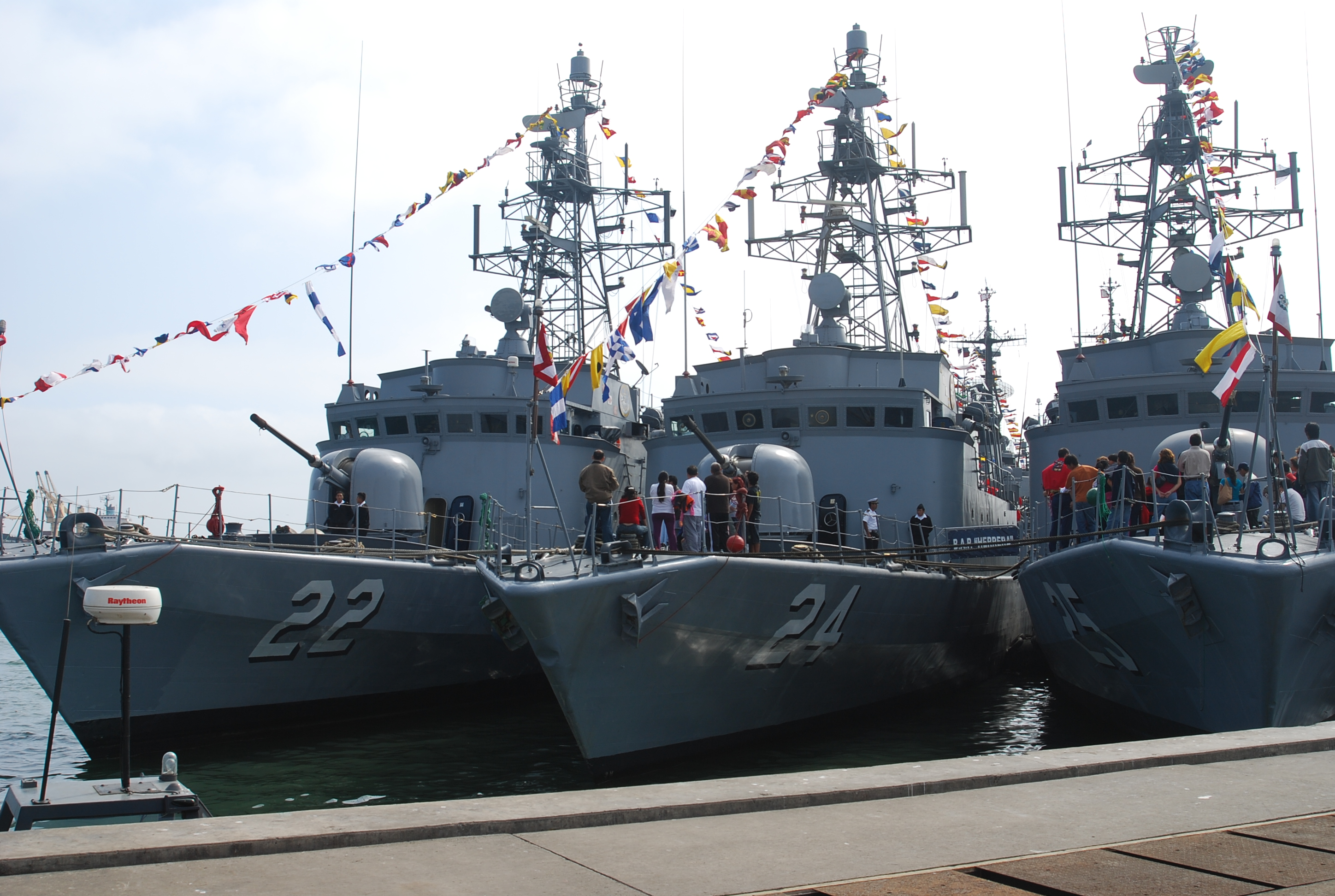
Le corvette Santillana,Herrera e Larrea nella base di Callao

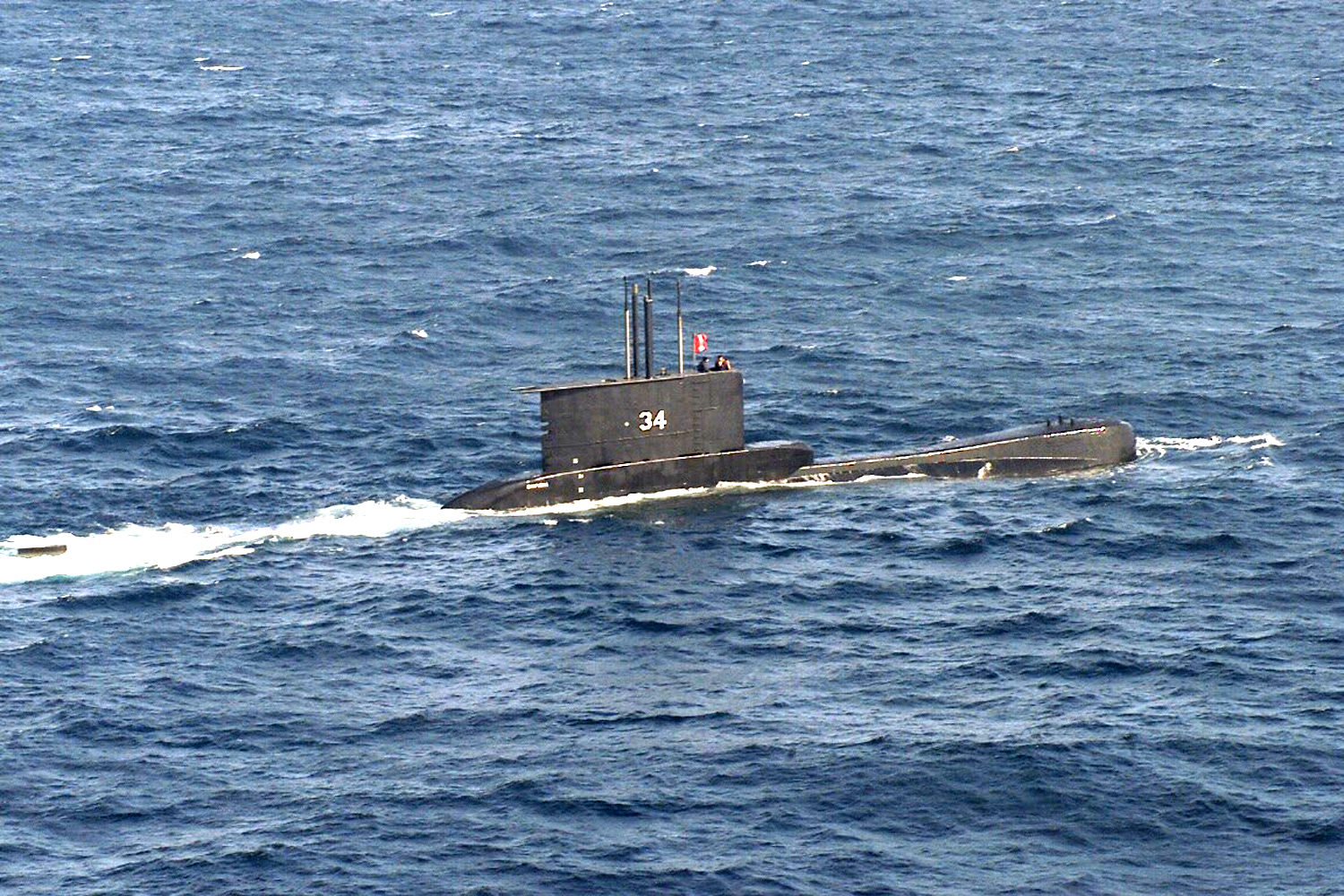
BAP Chipana (SS-34)

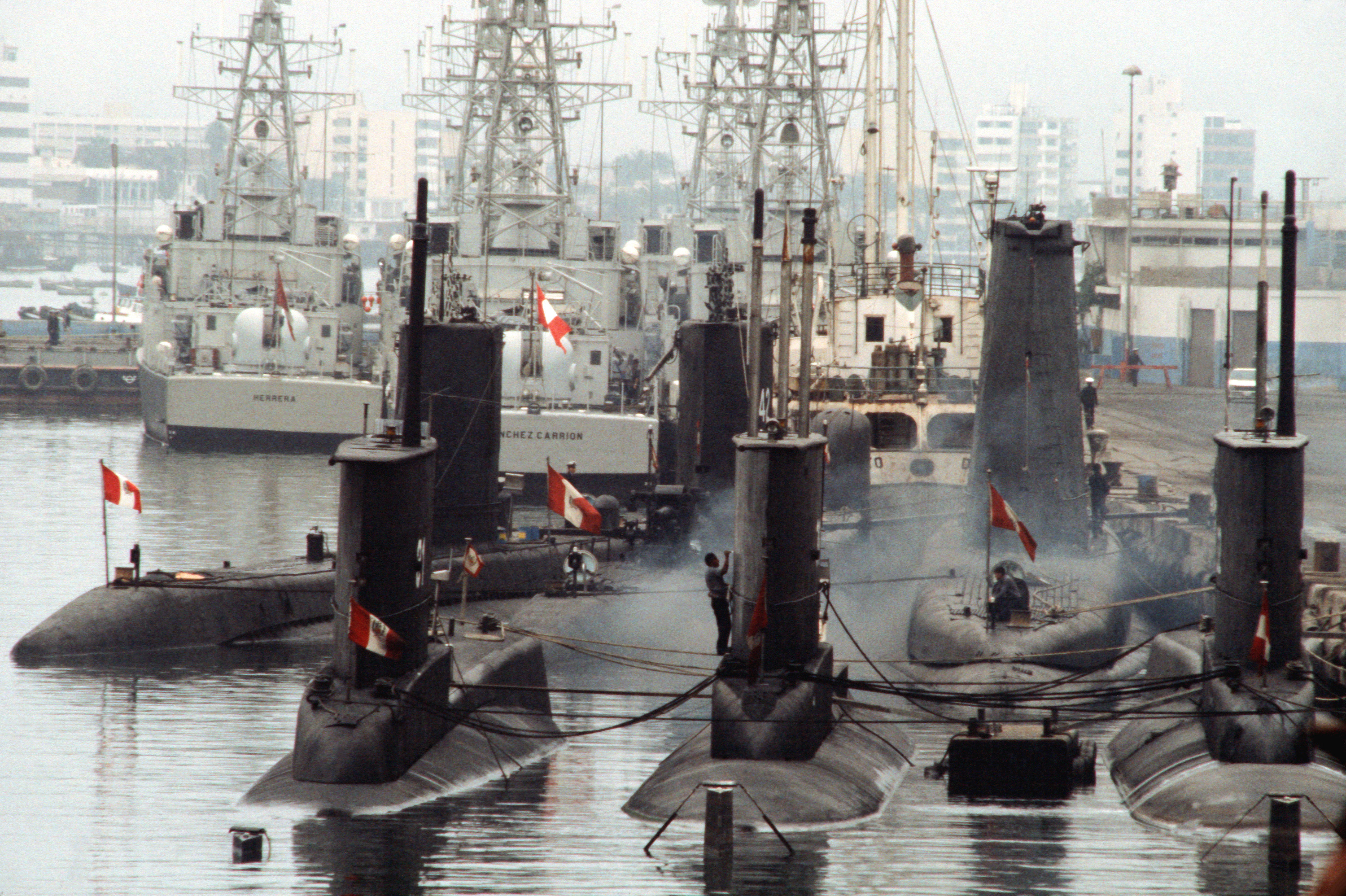
Sottomarini alla base di Callao

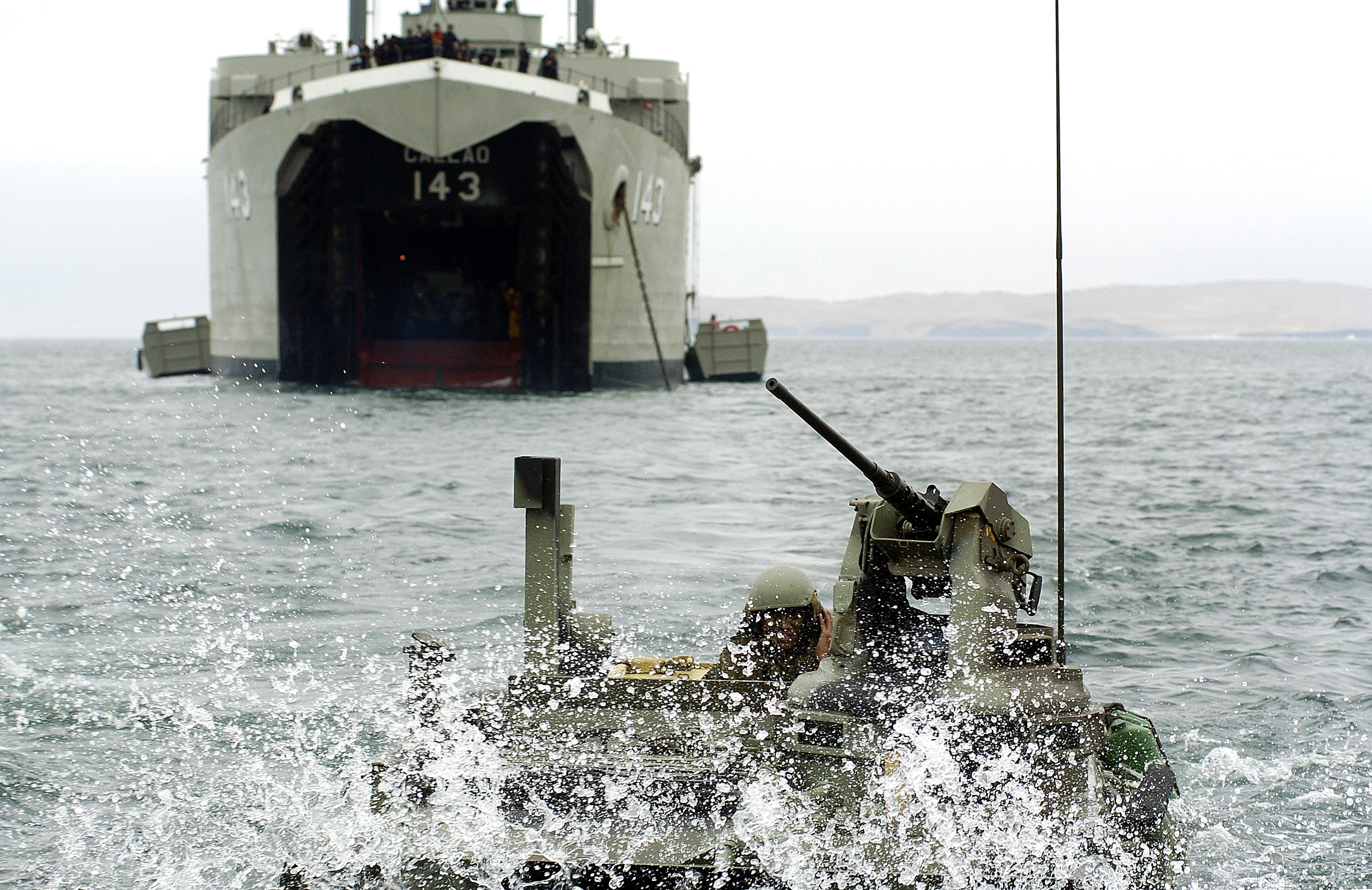
Reparti di fanti di marina sbarcano dalla nave Callao

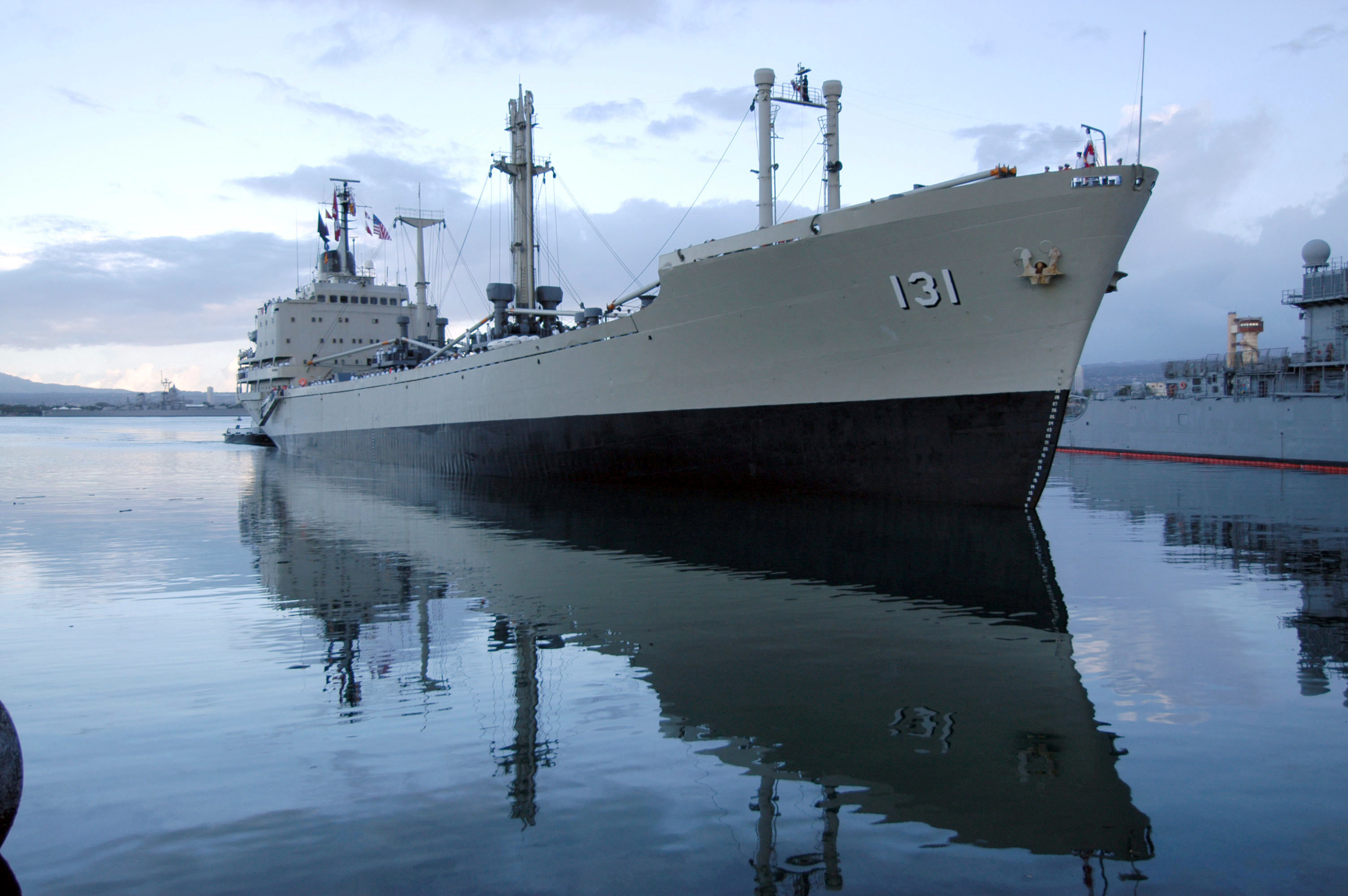
BAP Mollendo (ATC-131)

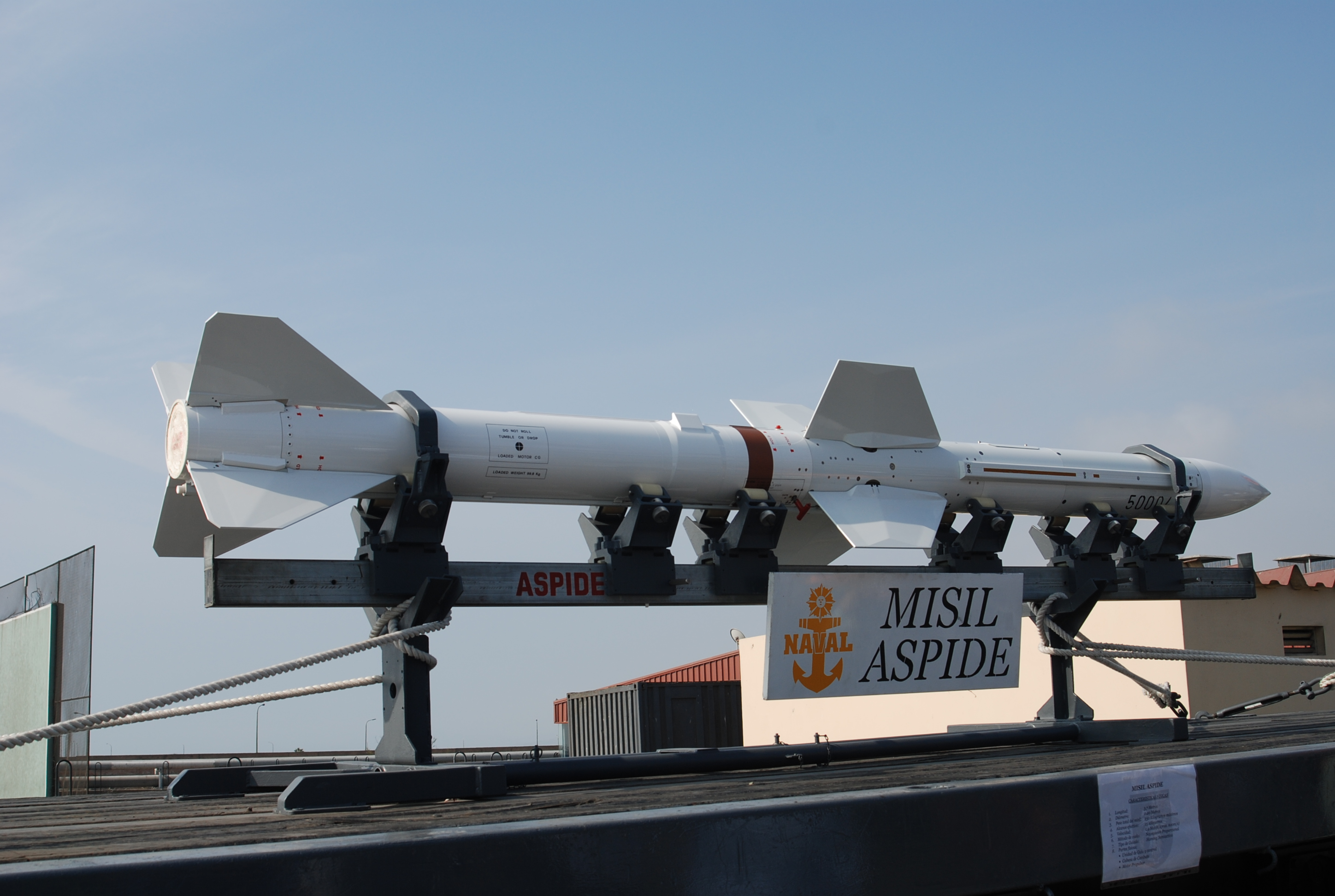
Missile Aspide

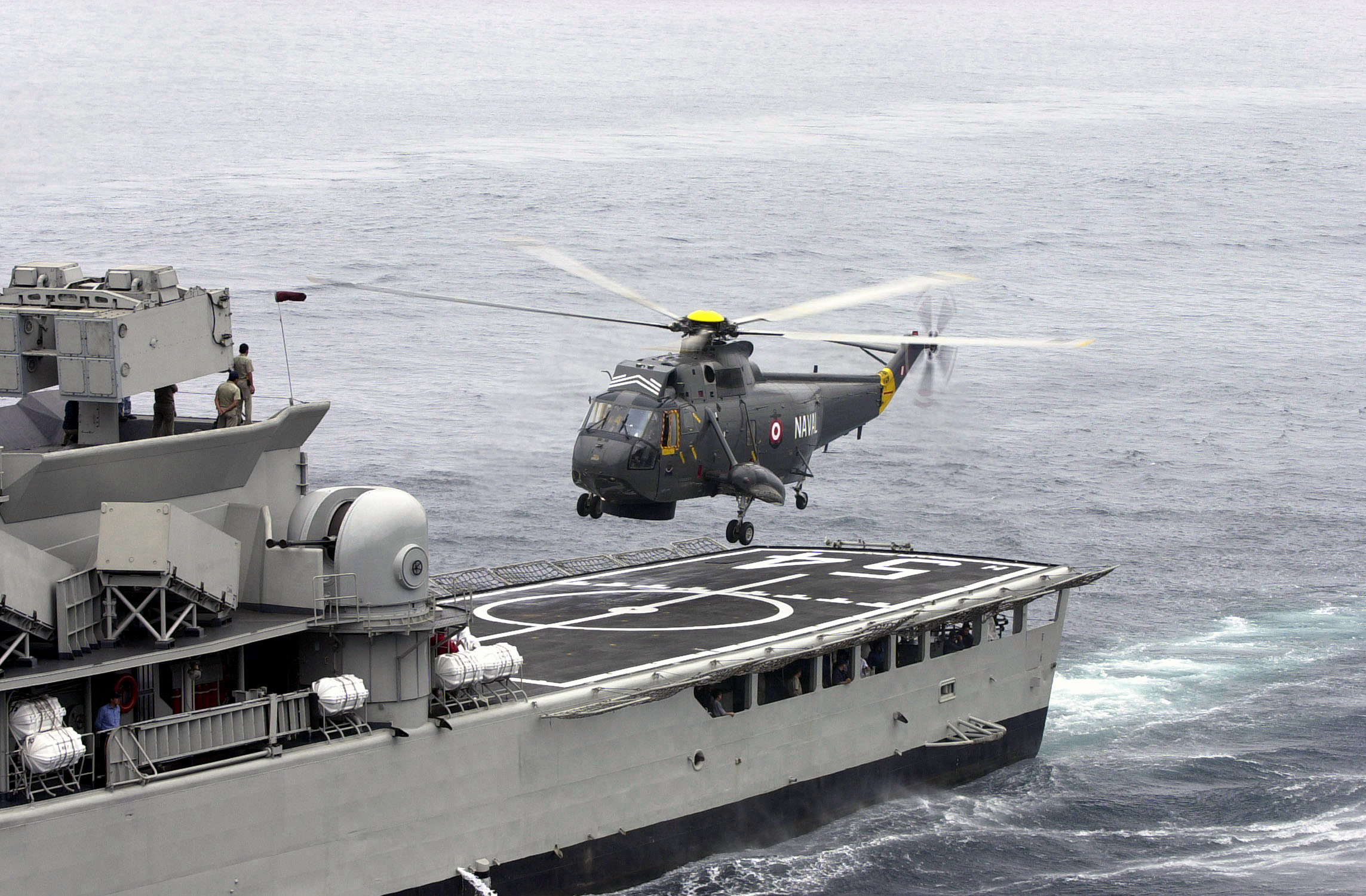
Elicottero ASH-3D della fregata Mariategui in appontaggio durante l'esercitazione UNITAS 42-01

### Incrociatori
Classe De Zeven Provinciën
- BAP Almirante Grau (CLM-81)  in disarmo dal 26 settembre 2017, il suo nome è stato assegnato alla fregata Montero
- BAP Aguirre (CH-84) in disarmo dal 1999 demolito nel 2000

### Fregate
Classe Carvajal Tipo Lupo
- BAP Carvajal (FM-51) ceduta alla Guardia Costiera Peruviana
- BAP Villavisencio (FM-52)
- BAP Montero (FM-53)  dal 26 settembre 2017 rinominata Almirante Grau
- BAP Mariategui (FM-54)
- BAP Aguirre (FM-55)
- BAP Palacios (FM-56)
- BAP Coronel Bolognesi (FM-57)
- BAP Quiñónes (FM-58)

### Corvette
Classe PR-72P
- BAP Velarde (CM-21)
- BAP Santillana (CM-22)
- BAP De los Heros (CM-23)
- BAP Herrera (CM-24)
- BAP Larrea (CM-25)
- BAP Sánchez Carrión (CM-26)

### Sottomarini
Sottomarini Tipo U-209/1200
- BAP Angamos (SS-31)
- BAP Antofagasta (SS-32)
- BAP Pisagua (SS-33)
- BAP Chipana (SS-34)

Sottomarini Tipo U-209/1100
- BAP Islay (SS-35)
- BAP Arica (SS-36)

### Pattugliatori
- BAP Loreto (CF-11)
- BAP Amazonas (CF-12)
- BAP Marañón (CF-13)
- BAP Ucayali (CF-14)
- BAP Clavero (CF-16)

### Navi da sbarco
- BAP Paita (DT-141)
- BAP Pisco (DT-142)
- BAP Callao (DT-143)
- BAP Eten (DT-144)

### Navi ausiliarie
- BAP Caloyeras (ACA-111)
- BAP Noguera (ACP-118)
- BAP Gauden (ACP-119)
- BAP Carrasco (AH-171)
- BAP Marte (ALY-313)
- BAP Unanue (AMB-160)
- BAP Guardián Ríos (ARA-123)
- BAP Dueñas (ARB-126)
- BAP San Lorenzo (ART-322)
- BAP Mollendo (ATC-131)
- BAP Talara (ATP-152)
- BAP Lobitos (ATP-153)
- BAP Bayovar (ATP-154)
- BAP Zorritos (ATP-155)
- BAP Supe (ATP-157)

### Missili
- Exocet AM-39
- Exocet MM-38
- Otomat Mk2
- Aspide 1A

### Siluri
- A-184
- A-244
- SST-4 Mod 0
- SUT 264

## Gradi
| Stato              | Ufficiali inferiori | Ufficiali inferiori | Ufficiali inferiori | Ufficiali superiori | Ufficiali superiori | Ufficiali superiori | Ammiragli     | Ammiragli | Ammiragli |
| ------------------ | ------------------- | ------------------- | ------------------- | ------------------- | ------------------- | ------------------- | ------------- | --------- | --------- |
| Perù               |                     |                     |                     |                     |                     |                     |               |           |           |
| Alférez de Fragata | Teniente Segundo    | Teniente Primero    | Capitán de Corbeta  | Capitán de Fragata  | Capitán de Navío    | Contralmirante      | Vicealmirante | Almirante |           |